# Есю Бонев
Есю Бонев Гетов е български агроном.

## Биография
Роден е през 1902 г. в с. Ръжево Конаре, Пловдивско. Завършва Агрономическия факултет на Софийския университет. От 1930 до 1939 г. е околийски агроном в Бяла, Русенско, през 1941 – 1943 г. е началник на Областната служба по земеделие в Скопие, а от 1943 до 1944 г. е ръководител на отдел „Земеделие“ при Областната стопанска камара в Ксанти. След това е служител в дирекция „ТКЗС“ при Министерство на земеделието. Редактор във вестник „Агроном“, списание „Земеделие“ и др. Заместник-председател на Управителния съвет на Българското агрономическо дружество и председател на Българското кооперативно земеделско дружество.